# Nummerstation
En nummerstation er radioudsendelser med specielle sendinger med lister af numre eller uforståelige meldinger i morsealfabetet.
Stemmerne er ofte fremstillet ved talesyntese og bliver udsendt på en række forskellige sprog. Stemmerne er ofte fra kvinder, selv om stemmer fra mænd og børn også anvendes.
Nummerstationer har eksisteret siden efter anden verdenskrig og det anslås, at de benyttes af efterretningsorganisationer til at sende hemmelige meldinger til agenter.
Da meldingerne radioudsendes, så kan de modtages hvor som helst i verden med en almindelig kortbølgeradiomodtager, og den krypterede melding kan dekodes af en person, som har en korrekt engangsnøgle (one-time pad på engelsk).
Denne teori er ikke officielt blevet bekræftet af nogen efterretningsorganisation og med få undtagelser,
så har ingen radioamatør modtaget nogen QSL-kort fra nummerstationer, noget som ellers er en almindelig respons fra en ordinær radiostation.
En nummerstation, som var godt kendt blandt interesserede i Storbritannien var «Lincolnshire Poacher», som blev antaget for at sende meldinger for det britiske Secret Intelligence Service (SIS, også kendt som MI6).
I USA er en række spioner for Cuba blevet dømt («Cuban Five», Ana Belen Montes osv.) hvor det i retssagerne har kommet frem, at de har fået hemmelige meldinger fra cubanske nummerstationer, som sendte via kortbølge.
Tilsvarende er det blevet anslået at USA anvender nummerstationer til at kommunikere krypteret information til personer i andre lande. Det hævdes også at USAs State Department drev stationer med kaldesignalerne KKN50 og KKN44 til at broadcaste tilsvarende nummermeldinger eller tilsvarende trafik.